# Nkondi

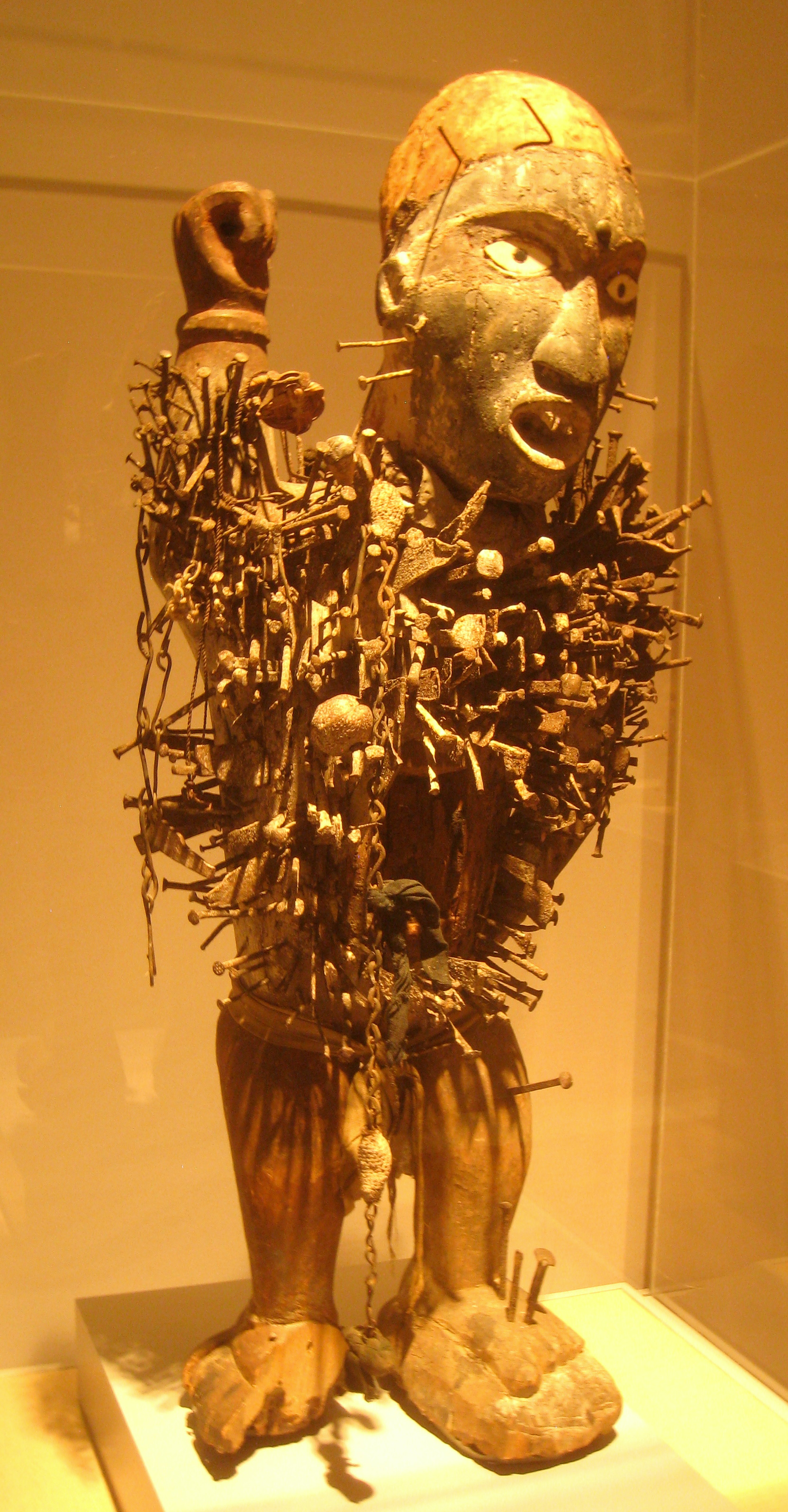
Nkisi Nkondi, Congo, vers 1880-1920.

Les Nkondi (plusieurs variantes minkondi, zinkondi ou ninkondi)  sont des idoles mystiques créées par le peuple Kongo (bassin du Congo). Les Nkondi sont une sous-classe de minkisi qui sont considérés comme agressifs. Le nom Nkondi dérive du verbe « konda », qui signifie « chasser » et Nkondi signifie donc « chasseur » car ils peuvent traquer et attaquer les malfaiteurs, les sorciers ou les ennemis.

## Fonctions

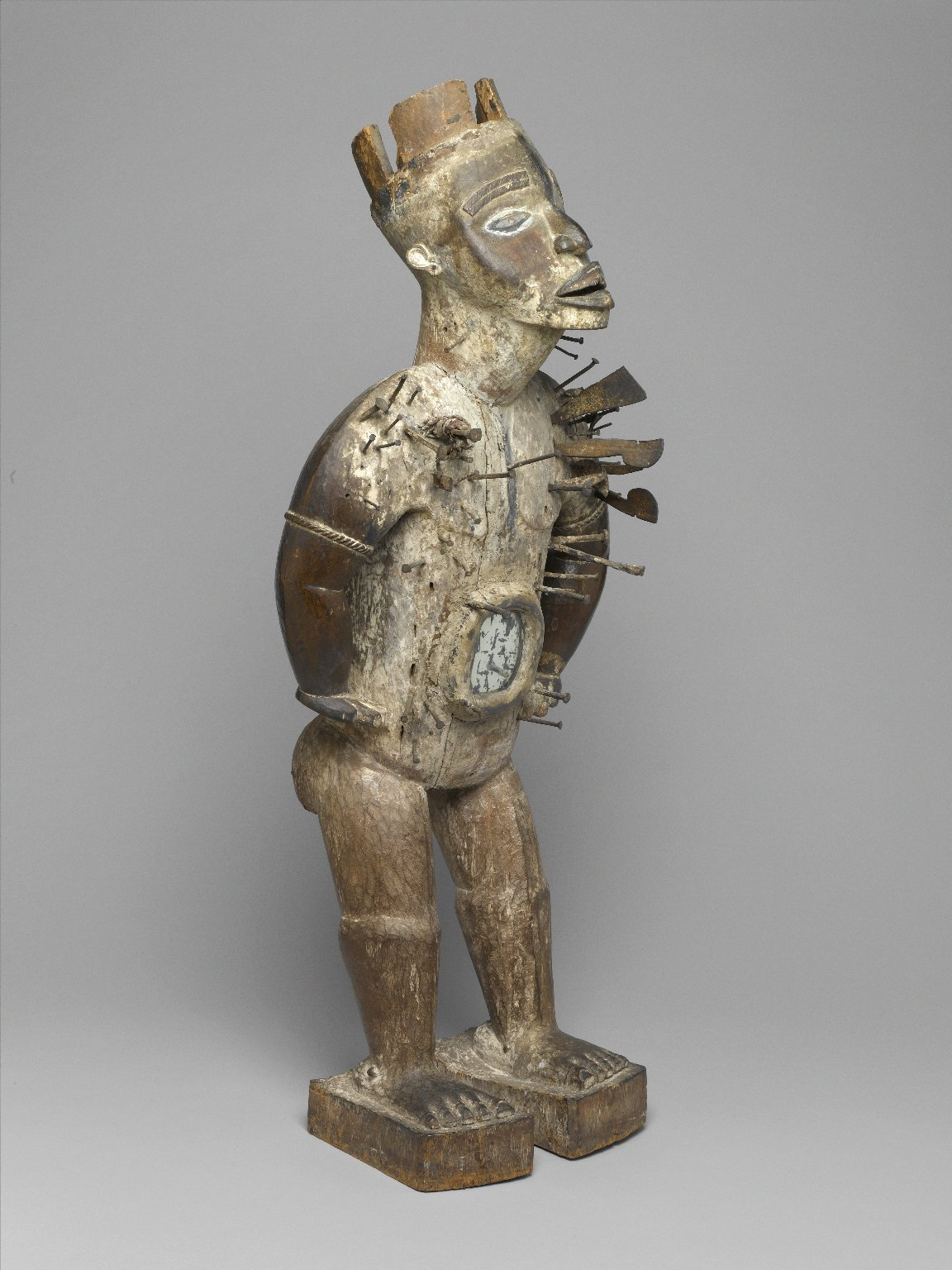
Nkisi Nkondi - Collection du musée de Brooklyn.

La fonction première d'un nkondi est d'être le réceptacle d'un esprit capable de se projeter et de voyager de sa base, de traquer et de nuire à autrui. De nombreux nkondi étaient détenus publiquement et étaient utilisés pour affirmer l'allégeance ou pour protéger des villages et d'autres lieux contre la sorcellerie ou les malfaiteurs. Ils ont donc le pouvoir d'éloigner le danger et les blessures et de renvoyer les mauvais sorts.
Ceci est obtenu en incorporant un pouvoir spirituel à l'intérieur des minkisi comme les nkondi.
Le vocable de nkondi a des liens avec les conceptions Kongo de la sorcellerie qui sont ancrées dans la conviction qu'il est possible aux humains de recruter des forces spirituelles pour infliger des dommages à autrui en les maudissant ou en leur causant des malheurs, des accidents ou des maladies mentales ou autres.
Une expression fréquemment utilisée pour enfoncer des clous dans un nkondi est « koma nloka » (attacher ou marteler dans une malédiction) provient de deux anciennes racines bantou « kom- », qui inclut le martèlement dans son champ sémantique et « -dog- » qui implique la sorcellerie et la malédiction .
« Kindoki » « Ndotchi », un terme dérivé de la même racine, est largement associé à la sorcellerie ou à des malédictions contre autrui, mais désigne en réalité toute action destinée à inciter les esprits à nuire à autrui. S'il est exercé à titre privé pour des raisons égoïstes, l'utilisation de ce pouvoir est classifié comme de la sorcellerie, mais si ce pouvoir est utilisé publiquement par un village, une tribu, des dirigeants politiques ou comme une mesure de protection envers des innocents, dans ce cas, il ne s'agit pas de sorcellerie .
Dans les précis de catéchisme de 1624, qui reflète probablement le langage chrétien remontant à l'ancien catéchisme de 1557, le verbe koma était traduit par « crucifier ».

## Histoire
De par leur nature agressive, de nombreux Nkondi à formes humaines sont sculptés, les mains posées sur les hanches ou levées, parfois armées. L'aspect effrayant évoque évidemment les châtiments qui frapperaient les parjures.
La première représentation d'un nkisi dans cette pose est visible dans les armoiries du royaume de Kongo, conçues vers 1512 et illustrées entre 1528 et 1541, où une « statue » brisée est représentée avec ce geste à la base du bouclier . Les minkisi à clous ne sont pas décrits dans la littérature laissée par les missionnaires ou par d'autres du XVIè au XIXè siècle.
Wyatt MacGaffey , citant les travaux du missionnaire capucin Luca da Caltanisetta à la fin du XVIIe siècle, note qu' à son époque, les Nganga (féticheurs) frappaient parfois les minkisi les uns contre les autres. Ce qui était peut-être une méthode pour les activer. Toujours selon Wyatt MacGaffey, plus tard l'utilisation des clous donnera son nom à ce type d'objets rituels d'où le nom de « statue à clous » (métaphore) .
D'autres spécialistes pensent que les missionnaires portugais ont apporté aux peuples de l'Afrique centrale des images du Christ crucifié et du martyr Saint Sébastien. Ces experts estiment que cette iconographie a peut-être influencé la tradition du nkisi,. MacGaffey, pour sa part, s’oppose à cette interprétation, arguant que le concept de clouage est lié à tant d’autres concepts pour constituer une simple incompréhension de l’enseignement missionnaire .
Les statuettes Nkondi à clous ont été fabriqués au moins dès 1864, lorsque le commodore britannique AP Eardley Wilmont en a fait l' acquisition, tout en réprimant la piraterie Solongo (Soyo) à l'embouchure du fleuve Congo, d'une pièce qui a fait l'objet d'une peinture contemporaine et qui se trouve actuellement au Royal Geographical Institute à Londres .
Une autre description et illustration précoce d'un nkondi à clous (appelé Mabiala mu ndemba, et décrit comme un « détecteur de voleurs ») se trouve dans les notes de l'expédition allemande à Loango de 1873-76, de sorte qu'à cette époque la pratique spécifique du clouage était bien établie .

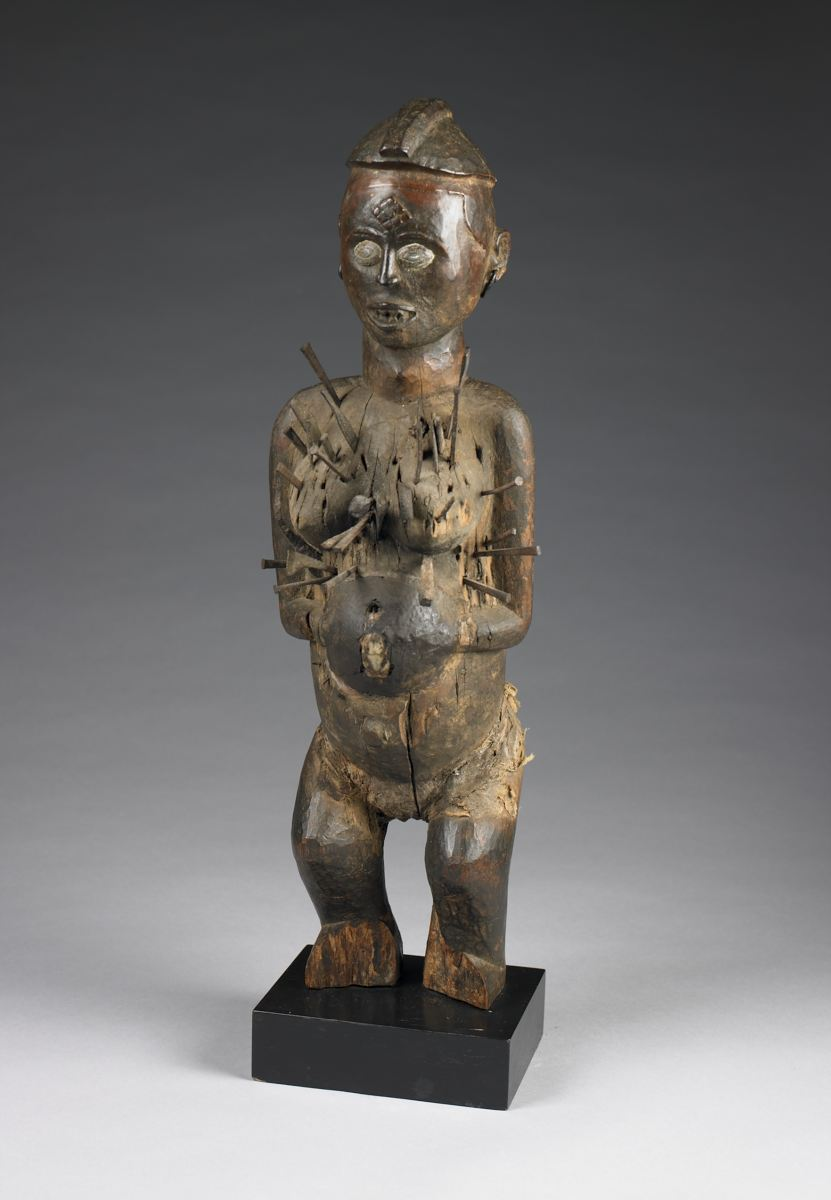
Figure féminine Nkisi Nkonde- Birmingham Museum and Art Gallery

## Fabrication

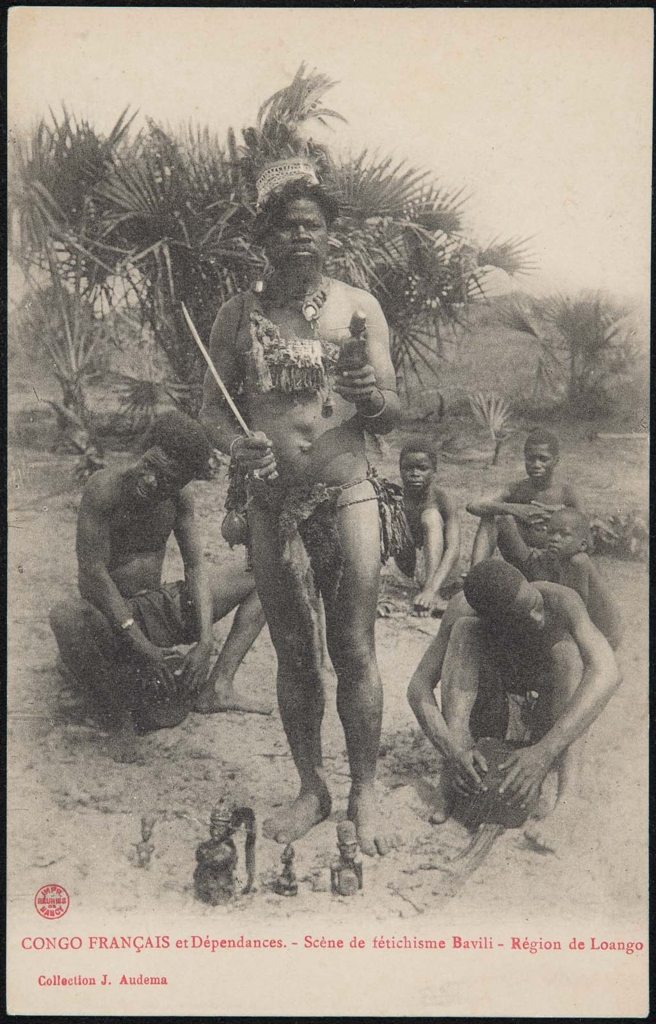
Congo français et dépendances - Scène de fétichisme Bavili - Région de Loango

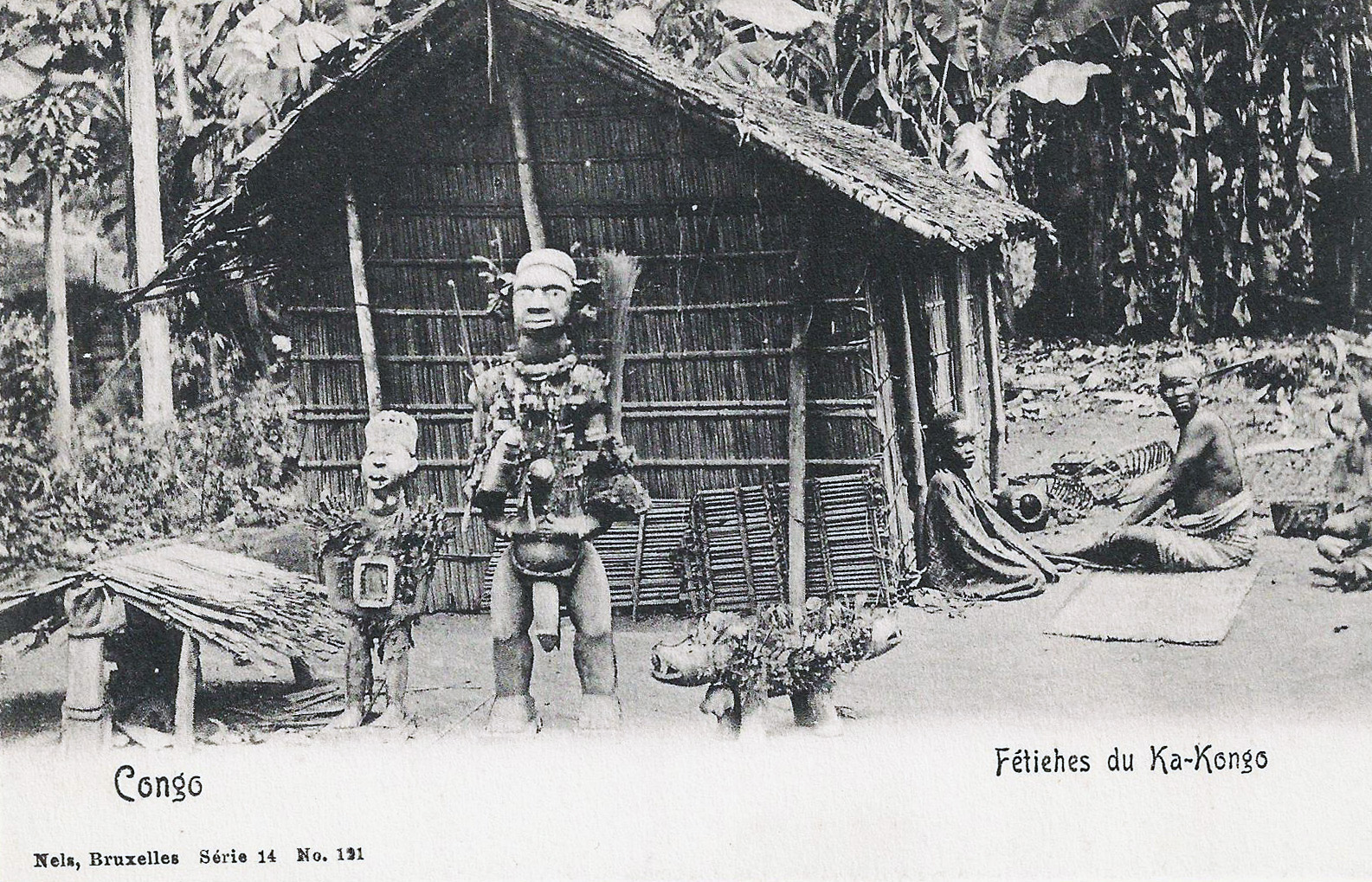
Fétiches du Kakongo

Les nkondi, comme les autres minkisi, sont réalisés par des spécialistes religieux, appelés nganga (singanga ou banganga au pluriel).
Pour ces créateurs, le monde physique est une continuité dans laquelle la vie est juste une partie d'un Tout. La statuaire Nkondi servant de pont entre le monde des vivants et celui des ancêtres, entre le réel et le symbolique. Intermédiaires obligés entre les hommes et les divinités surnaturelles, entre la communauté et l’esprit des ancêtres, les masques, les statues et fétiches sont avant tout des symboles chargés de significations magico-religieuses.
Le nganga rassemble des matériaux, appelés nlongo (pluriel bilongo ou Milongo), qui, une fois assemblés, deviendront la demeure d'un esprit. Ces matériaux sont souvent des figures humaines ou animales en bois sculpté dans lesquelles sont placés les autres bilongo. Le nganga devient alors possédé par l'esprit ou bien place le nkondi achevé dans un cimetière ou dans un autre lieu fréquenté par les esprits (sanctuaires, tchibila ou bibila au pluriel).
Une fois chargé, le nkondi peut ensuite être remis au commanditaire. Selon les témoignages Kongo du début du XXè siècle, des personnes enfoncent des clous ou des lames de métal dans la statue dans le cadre d’une demande d’aide, de guérison ou de témoignage, en particulier de contrats et de promesses de dons. Chaque clou est donc le témoin d'un litige pour le règlement duquel on a évoqué le pouvoir magique de l'objet.
Le clouage a pour but de « réveiller » et parfois d'« exacerber » le nkisi sur la tâche à accomplir.
Les statuettes Nkondi peuvent être réalisées sous de multiples formes, incluant des pots ou des chaudrons. Cela a été décrit et parfois illustré dans des textes kikongo du début du XXe siècle. Ceux qui utilisaient des formes humaines (kiteke) étaient le plus souvent cloués. Ils ont donc attiré l'attention des collectionneurs et sont mieux connus aujourd'hui.
Les formes humanoïdes vont d'objets de petite taille à ceux à taille réelle et contiennent des bilongo (singulier longo; souvent traduit par «médicaments»), généralement cachés par des miroirs fixés à la résine. Les Nkondi en bois étaient souvent sculptés avec des cavités ouvertes dans leur corps afin de loger ces substances. L'endroit le plus courant pour les placer était le ventre, bien que de tels sacs soient également souvent placés sur la tête ou dans des poches entourant le cou.
Dans la plupart des figurines nkondi, les yeux et les pochettes de médicaments étaient en verre réfléchissant ou en miroir, utilisés pour la divination.
Ces statuettes en scellant les alliances, les pactes, les conciliations au sein de la communauté, doivent leur pouvoir à la charge magique enfermée dans le reliquaire à miroir.
La surface réfléchissante permettait au nkisi de voir dans le monde des esprits afin d’épier sa proie. Certaines figures Nkondi étaient ornées de plumes. Cela va de pair avec le concept des figures comme étant « des êtres d'en haut ou les êtres supérieurs » ; ce qui les associe à des oiseaux de proie.
La création et l'utilisation de figurines nkondi ont également été une composante très important de leur succès. Les Banganga composaient souvent les figures nkondi à l'écart du village. Le village était pensé comme étant à l'image du corps humain. L'idée que les abords et les entrées devaient être protégés des mauvais esprits concernait à la fois le corps humain et le village.
Lors de la composition du minkisi, le nganga est souvent isolé dans un lieu caché, à l'écart du reste du village. Après que le nkisi ait été construit et que le nganga ait appris à bien l'utiliser ainsi que les chansons correspondantes, il retourne au village, le corps couvert de peintures rituelles en se comportant d'une manière étrange. On aurait dit qu'il est habité par l'esprit du Nkisi.
Cette étrange attitude illustre le retour des ngangas dans le monde des vivants. Avant d'utiliser le nkondi, le nganga récite des invocations spécifiques pour réveiller le nkondi et activer ses pouvoirs. Pendant leurs représentations, les banganga se sont souvent peints. Les cercles blancs autour des yeux leur ont permis de voir au-delà du monde physique et de voir les sources cachées du mal et de la maladie. Des rayures blanches ont été peintes sur les participants présents à la cérémonie. Très souvent, le nganga était habillé de la même façon que son nkondi. Les Banganga portait généralement des vêtements qui les différenciaient de ceux des gens normaux. Ils portaient des ornements (colliers,bracelets, couvre-chefs...) et incorporaient souvent des nœuds dans leurs vêtements. Chaque nœud était un moyen de bloquer ou de sceller les forces spirituelles.

## Les Nkondi dans la diaspora
La spiritualité, les concepts et les traditions religieuses des Kongo ont été conservés par les Afro-Américains par le biais du commerce des esclaves de l'Atlantique. De nombreuses religions africaines de la diaspora dans les Amériques, le Lucumi, notamment le Palo Mayombe, intègrent de telles traditions et coutumes. Robert Farris Thompson, historien de l'art américain, a fait preuve d'une grande diligence et d'une influence déterminante dans l'identification des influences kongo sur la population africaine des Amériques,.

## Les Nkondi dans l'art contemporain
Les Européens collectionneurs d'art, s'intéressent au Nkondi, en particulier ceux à clous, lorsqu'ils ont été rapportés dans les publications de l'expédition allemande Loango, qui en a ramené bon nombre en Europe. Robert Visser , négociant et diplomate allemand, a également rassemblé de nombreux exemples pour des musées allemands, notamment à Berlin et à Stuttgart. Beaucoup ont été achetés, d'autres confisqués ou enlevés par les autorités coloniales et ont souvent trouvé le chemin des musées, mais bon nombre font également partie de collections privées.
Plus récemment, des artistes ont travaillé avec le concept et l'imagerie visuelle de nkondi pour produire de nouvelles œuvres inspirées de cet art. Le fétiche no. 2 de l'artiste Afro-américaine Renee Stout, exposé pour la première fois en 1988 est peut-être le plus célèbre d'entre eux.
L'oeuvre est une statue grandeur nature moulée à partir du corps de l'artiste, avec des yeux en verre et quelques clous qui rappellent le Nkondi. Le travail de Stout a fait l'objet d'une importante exposition au Musée d'art africain de la Smithsonian Institution, qui présentait ses différentes pièces de nkisi, commentées par l'anthropologue Wyatt MacGaffey .
Dans sa composition en technique mixte « Intertexuality Vol. 1 », l'artiste afro-américaine Stephanie Dinkins utilise la figure humaine du nkondi, mais elle inclut les clous et le miroir remplacé par un écran vidéo montrant une présentation de trois (3) minutes, dans une exposition intitulée " Voodoo Show: Kongo Criollo "en 1997.
Dans sa pièce de théâtre Destierro ( Déplacement ) (jouée pour la première fois à Cuba et aux États-Unis, en 1998-1999), l’artiste cubaine Tania Bruguera portait un costume spécial conçu pour ressembler à un nkondi à clous, à la recherche de ceux qui avaient manqué à leurs promesses. Elle a également joué cette pièce lors de l'exposition « Transfigured Worlds » (28 janvier-11 avril 2010) au Neuberger Museum of Art de New York.
L'artiste afro-américaine Kara Walker a présenté en 2001 deux figurines nkondi dans sa silhouette « Endless Conundrum, une aventure africaine anonyme », et a été plusieurs fois exposée. Dans son exposition qu'elle a organisée au Metropolitan Museum of Art en 2006, Walker a également utilisé un nkisi, probablement le Nkondi comme motif central de l'exposition « Kara Walker au MET : après le déluge ».
L’artiste afro-américain Dread Scott (Scott Tyler) a présenté une poupée africaine en tant que Nkondi, avec des balles servant de clous, au Aljira, un centre d’art contemporain (Newark, NJ), en 2006-2007, dans le spectacle à trois « But I Was Cool ».
Dans les sculptures multi-médias « Techno-Kisi I » et « Techno-Kisi II » de l' Afro-américaine Karen Seneferu, tous deux basées sur un Nkondi avec des clous arrondis, l'artiste a inclus des éléments de la technologie moderne de communication tels que des diaporamas ou des iPods pour remplacer les yeux et le ventre traditionnellement en miroir. Son travail a été commandé à l'origine par le California African American Museum et a également été présenté au centre culturel Skirball en 2010.
L'artiste sud-africain Michael MacGarry a présenté «des sculptures en ivoire faisant référence aux sculptures de Nkondi ainsi qu'aux conséquences catastrophiques de la guerre» dans l'exposition «Contested Terrain» à la Tate Gallery de Londres en août 2011 
Dans son exposition personnelle «AniMystikAktivist» en 2014 à la Goodman Gallery, au Cap (13 décembre 2014 - 17 janvier 2015), l'artiste sud-africain Andrew Lamprecht a présenté une figure de Nkondi sous une forme moderne et a attiré l'attention sur les origines chrétiennes potentielles du royaume de Kongo de sa forme.
Dans une exposition de 2017 « The Prophet's Library », l'artiste Afro-américain Wesley Clark a présenté « Doing for Self », une interprétation Nkondi du drapeau américain. Pour Clark, cette pièce promeut la réconciliation entre la spiritualité et les traditions héritées de la diaspora africaine et l'injustice vécue dans l'histoire afro-américaine.

Nkisi Kongo
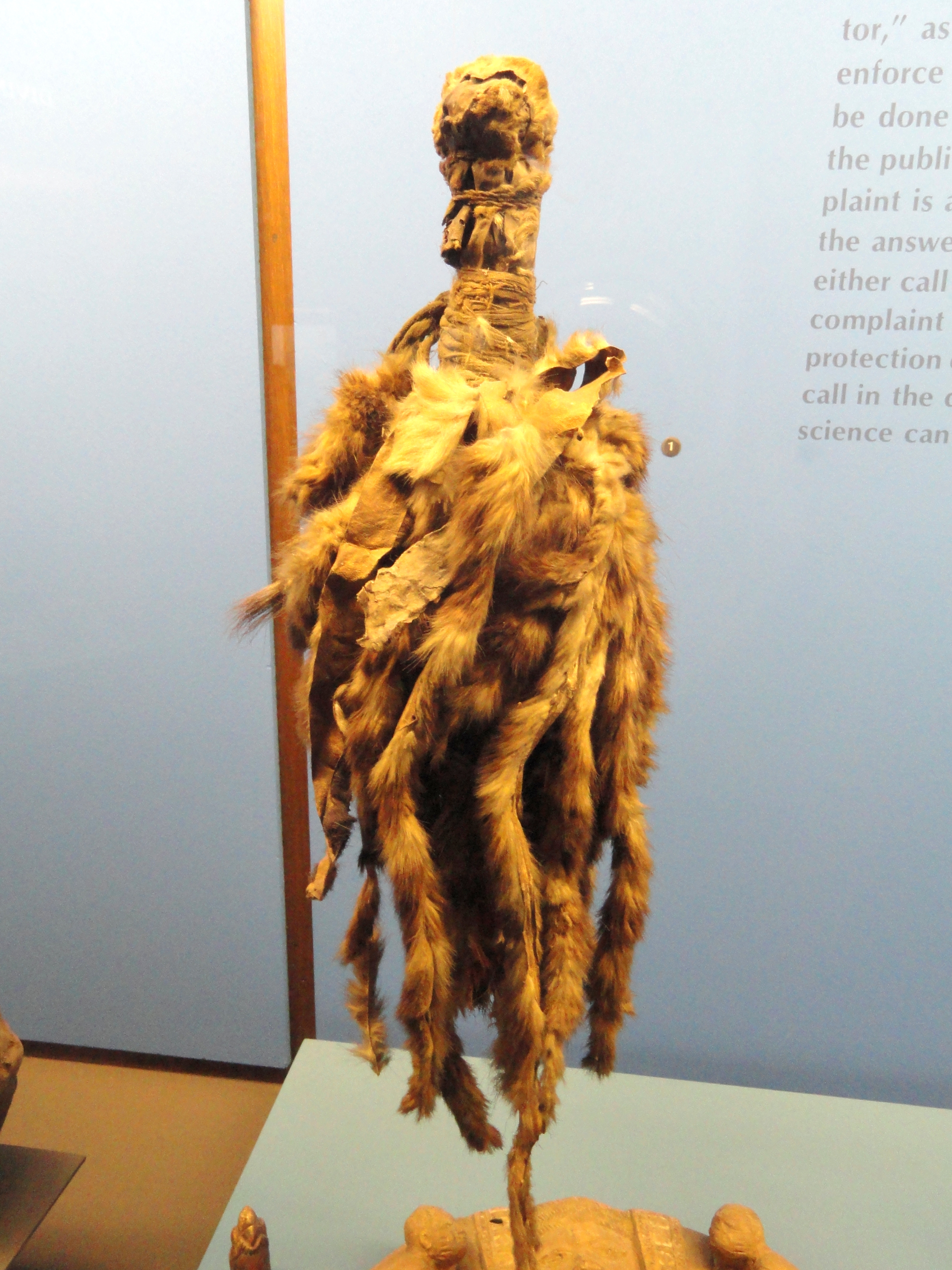
Baguette de féticheur) American Museum of Natural History.
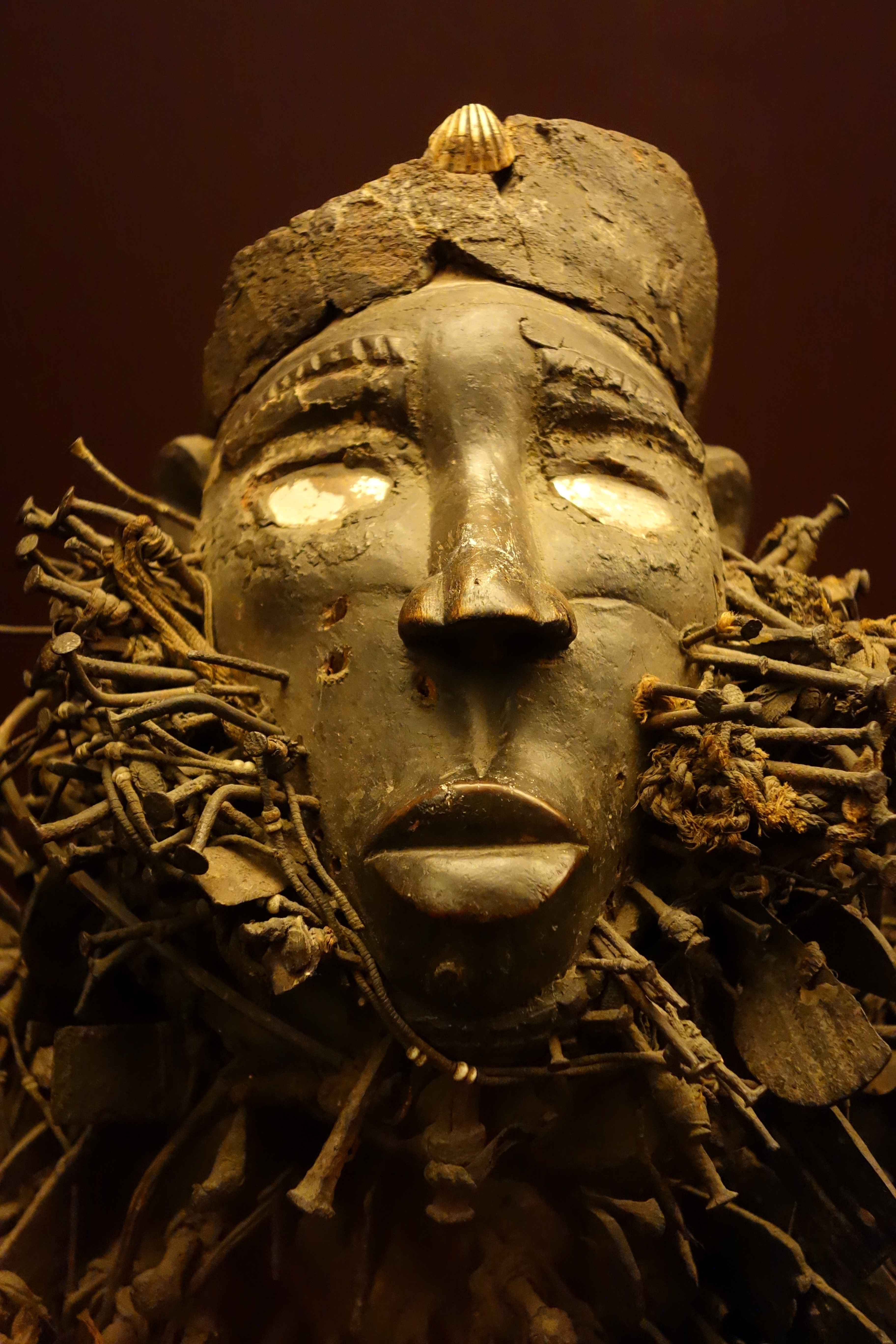
Statue Nkisi Nkondi, Mayombe, Bas-Congo (Musée royal de l'Afrique centrale).
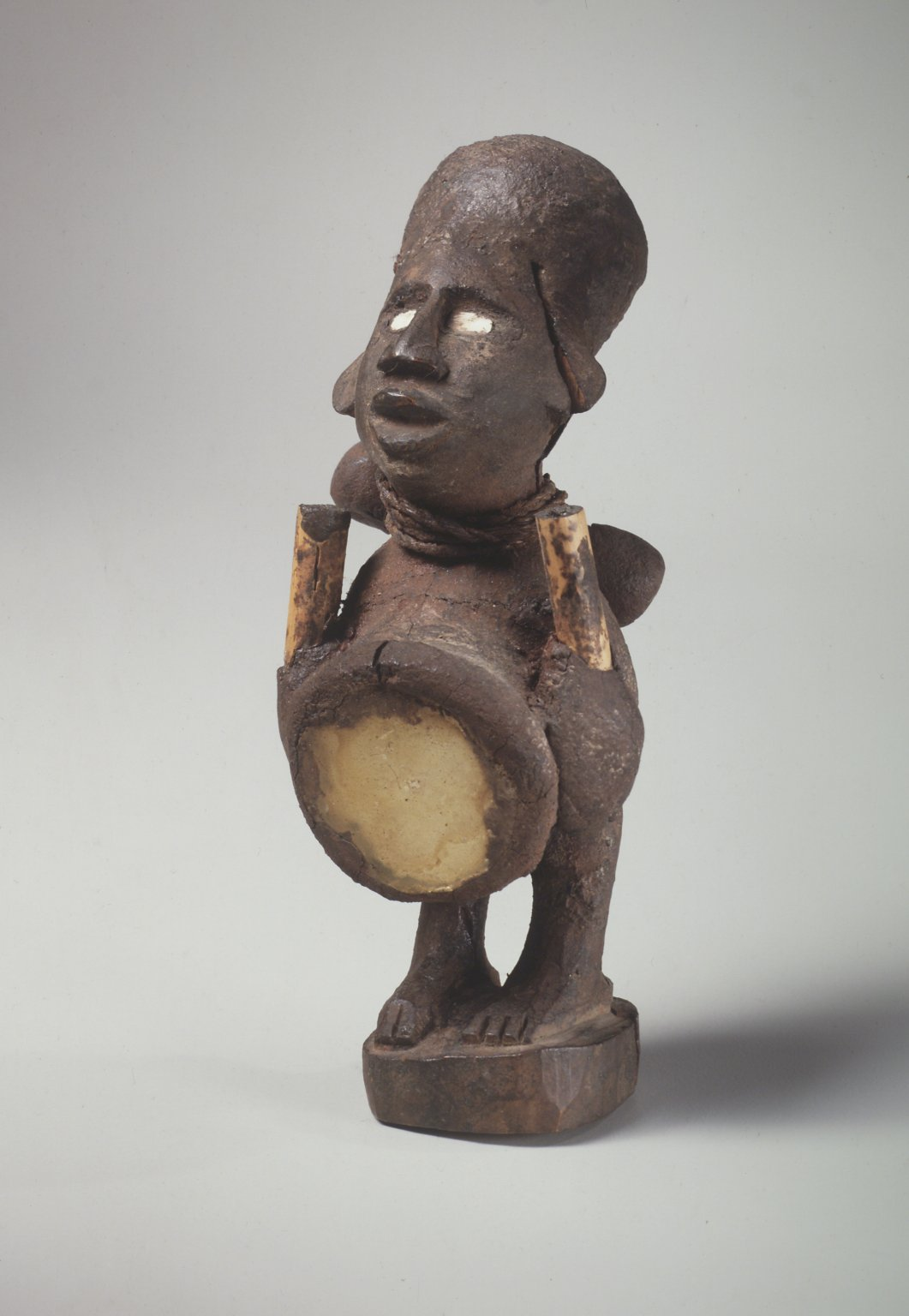
Nkisi (Brooklyn Museum).
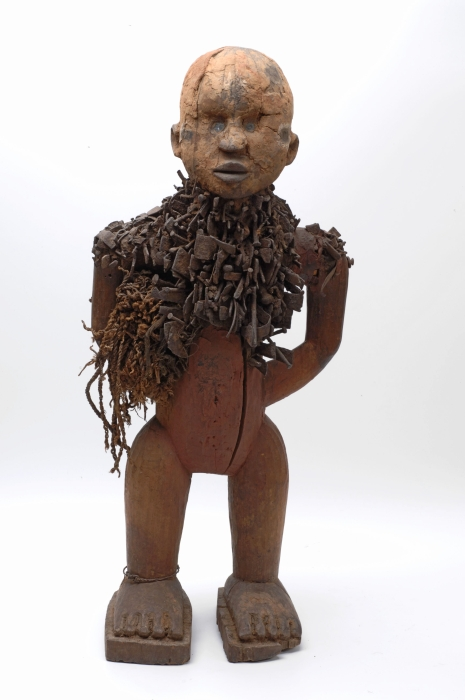
Nkisi nkondi (Tropenmuseum).
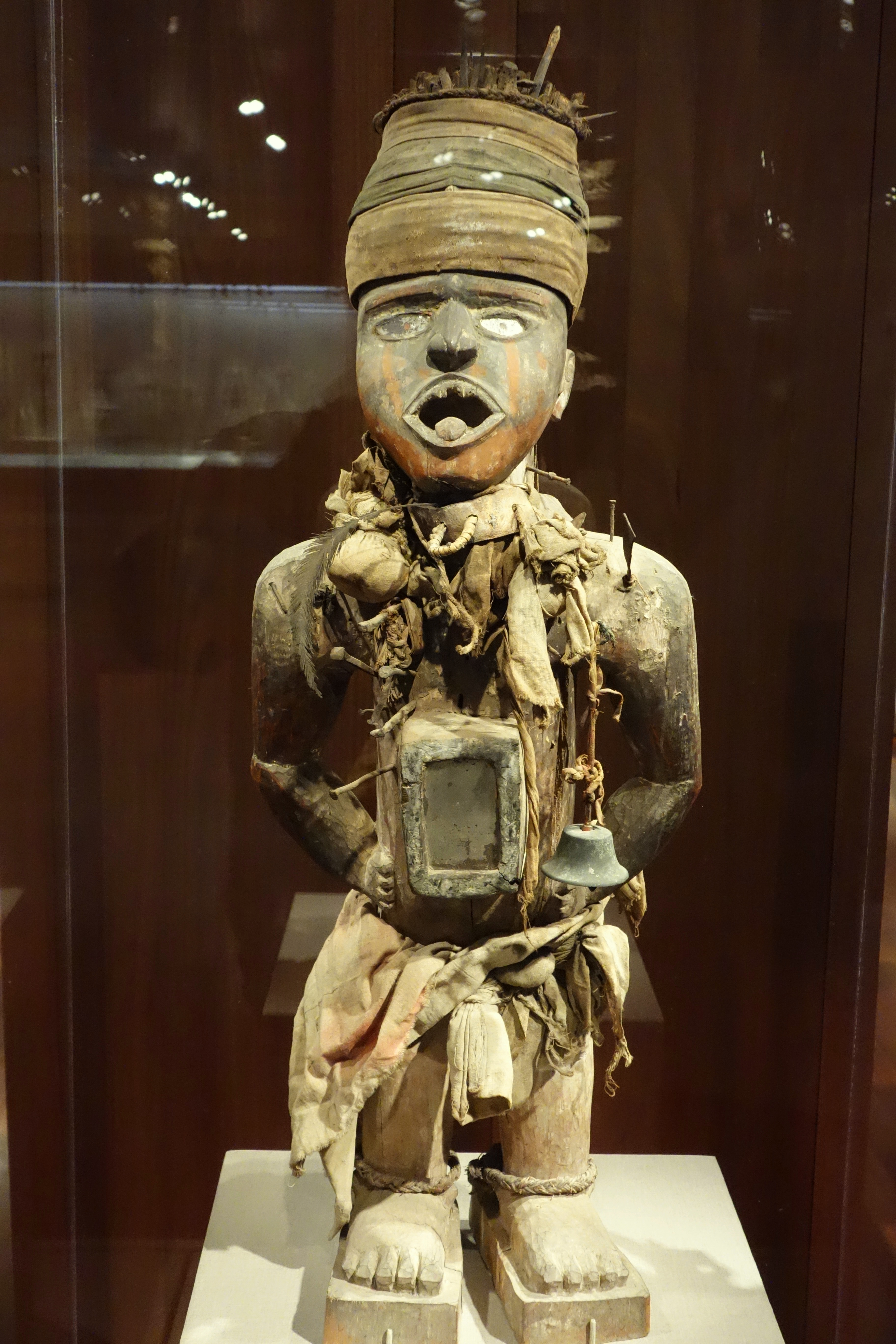
Nkisi nkondi (San Francisco De Young Museum).

## Filmographie
Le film de 2006, The Promise Keeper, tourne autour d’une figure Nkondi de grandeur nature. Dans ce film, les clous représentent les promesses faites par ceux qui les ont martelés dans la statuette, et l'objet s'anime la nuit pour punir ceux qui ne tiennent pas leurs promesses.

## Articles liés
- Statue nkisi nkonde, yombé
- Nkisi
- Nouveaux Fétiches